# Cordillera de Litrancura
Cordillera de Litrancura är en bergskedja i Chile.   Den ligger i regionen Región de la Araucanía, i den södra delen av landet, 600 km söder om huvudstaden Santiago de Chile.
I omgivningarna runt Cordillera de Litrancura växer i huvudsak blandskog. Runt Cordillera de Litrancura är det mycket glesbefolkat, med 3 invånare per kvadratkilometer.